# Leo F. Forbstein
Leo F. Forbstein (* 16. Oktober 1892 in St. Louis; † 12. Februar 1948 in Los Angeles) war ein US-amerikanischer Dirigent, musikalischer Leiter und Oscarpreisträger.

## Leben
Forbstein lernte als Vierjähriger Violine und war während der Stummfilmzeit als Dirigent in Kinos tätig, unter anderem am Grauman’s Egyptian Theatre. Mit Beginn des Tonfilms Ende der 1920er-Jahre wurde er einer der Leiter des neugeschaffenen Orchesters von Warner Brothers, welches für deren Veröffentlichungen die Filmmusik einspielte. In einem Zeitraum von fast 20 Jahren war Forbstein bei insgesamt über 600 Kinofilmen beteiligt. Zu den Filmen, für die Forbstein die Filmmusik dirigierte, zählen große Klassiker wie Robin Hood, König der Vagabunden (1938), Die Spur des Falken (1941), Casablanca (1942), Arsen und Spitzenhäubchen (1944), Tote schlafen fest (1946), Cocktail für eine Leiche (1948) sowie Der Schatz der Sierra Madre (1948).
Gemeinsam mit dem Filmkomponisten Erich Wolfgang Korngold erhielt Forbstein 1937 einen Oscar in der Kategorie „Beste Filmmusik“ für seine Leistung in der historischen Literaturverfilmung Ein rastloses Leben. Für seine Arbeit an den Filmen Unter Piratenflagge (1935), Der Verrat des Surat Khan (1936) und Das Leben des Emile Zola (1937) erhielt er weitere Oscar-Nominierungen.
Leo F. Forbstein war von 1914 bis zu seinem Tod mit Bessie Gallas verheiratet. Sie hatten eine Tochter. Er starb im Alter von 55 Jahren an einem Herzinfarkt.

## Filmografie (Auswahl)
- 1931: Der kleine Cäsar (Little Caesar)
- 1931: The Last Flight
- 1932: Union Depot
- 1932: Badenix (You Said a Mouthful)
- 1932: Ein ausgefuchster Gauner (High Pressure)
- 1932: Jagd auf James A. (I Am a Fugitive from a Chain Gang)
- 1932: Silberdollar (Silver Dollar)
- 1932: Die große Pleite (The Crash)
- 1932: Zwei Sekunden (Two Seconds)
- 1932: Rettender Ruin (A Successful Calamity)
- 1933: Die 42. Straße (42nd Street)
- 1933: Der kleine Gangsterkönig (The Little Giant)
- 1933: Verschollen in New York (Bureau of Missing Persons)
- 1933: Der Mann mit der Kamera (Picture Snatcher)
- 1933: Mast- und Schotbruch! (Son of a Sailor)
- 1933: Liebe und andere Geschäfte (She Had to Say Yes)
- 1933: Der Detektiv und die Spielerin (Private Detective 62)
- 1933: Urlaub vom Thron (The King's Vacation)
- 1933: Der Boß ist eine schöne Frau (Female)
- 1933: Spätere Heirat ausgeschlossen (Ex-Lady)
- 1933: Abrechnung in Sonora (Somewhere in Sonora)
- 1934: Tag, Nellie! (Hi, Nellie!)
- 1934: Liebe ohne Zwirn und Faden (Fashions of 1934)
- 1934: Ein feiner Herr (Jimmy the Gent)
- 1934: Ein schwerer Junge (The St. Louis Kid)
- 1934: Babbitt
- 1934: Die Spielerin (Gambling Lady)
- 1934: Nebel über Frisco (Fog Over Frisco)
- 1934: Madame Dubarry (Madame Du Barry)
- 1934: Das Mädel aus der Unterwelt (Upperworld)
- 1935: Stadt an der Grenze (Bordertown)
- 1935: Unter Piratenflagge (Captain Blood)
- 1935: Die Frau auf Seite 1 (Front Page Woman)
- 1935: Öl für die Lampen Chinas (Oil for the Lamps of China)
- 1935: Frisco Kid
- 1935: The Case of the Lucky Legs
- 1936: Der versteinerte Wald (The Petrified Forest)
- 1937: Ready, Willing and Able
- 1937: Slim
- 1938: Robin Hood, König der Vagabunden (The Adventures of Robin Hood)
- 1938: Chicago – Engel mit schmutzigen Gesichtern (Angels with Dirty Faces)
- 1938: Jezebel – Die boshafte Lady (Jezebel)
- 1939: Die wilden Zwanziger (The Roaring Twenties)
- 1939: Zum Verbrecher verurteilt (They Made Me a Criminal)
- 1939: Opfer einer großen Liebe (Dark Victory)
- 1939: Zwölf Monate Bewährungsfrist (Invisible Stripes)
- 1940: Das Geheimnis von Malampur (The Letter)
- 1941: Sergeant York
- 1941: Dem Schicksal vorgegriffen ( Flight from Destiny)
- 1941: Hier ist John Doe (Meet John Doe)
- 1941: Entscheidung in der Sierra (High Sierra)
- 1941: Die Spur des Falken (The Maltese Falcon)
- 1942: Casablanca
- 1942: Die fröhliche Gauner GmbH (Larceny, Inc.)
- 1942: Yankee Doodle Dandy
- 1942: Reise aus der Vergangenheit (Now, Voyager)
- 1944: Arsen und Spitzenhäubchen (Arsenic and Old Lace)
- 1944: Haben und Nichthaben (To Have and Have Not)
- 1944: Hollywood Canteen
- 1944: Zwischen zwei Welten (Between Two Worlds)
- 1945: Hotel Berlin
- 1945: Pride of the Marines
- 1945: Solange ein Herz schlägt (Mildred Pierce)
- 1945: Weekend im Waldorf (Week-End at the Waldorf)
- 1946: Drei Fremde (Three Strangers)
- 1946: Eine Lady für den Gangster (Nobody Lives Forever)
- 1946: Hier irrte Scotland Yard (The Verdict)
- 1947: Nora Prentiss
- 1947: Der Fluch des Wahnsinns (Cry Wolf)
- 1947: Die schwarze Natter (Dark Passage)
- 1947: Besuch in Kalifornien (The Man I Love)
- 1947: Der Unverdächtige (The Unsuspected)
- 1947: Schmutzige Dollars (Cheyenne)
- 1948: Das Geheimnis der Frau in Weiß (The Woman in White)
- 1948: Der Schatz der Sierra Madre (The Treasure of Sierra Madre)
- 1948: Der Herr der Silberminen (Silver River)
- 1948: Cocktail für eine Leiche (Rope)